# ميراندا دو
ميراندا دو (بالإنجليزية: Miranda Du)‏ هي قاضية ومحامية أمريكية، ولدت في 11 ديسمبر 1969 في كا ماو في فيتنام.